# Staročeško
Staročeško je chorvatské pivo, které se vaří v městě Daruvaru. Místní pivovar byl založen českými kolonisty a místními obyvateli v roce 1840 pod názvem Staročeško. U zrodu stála rodina Jankovićů. V roce 1893 pivovar koupili místní občané Pollak, Crner a Dobrović. V roce 1907 došlo k modernizaci výroby a v roce 1925 pivovar přešel do rukou rodiny Grossů. V roce 1993 se pivovar stal první akciovou společností v Chorvatsku.